# Ромашова, Анна Ивановна
А́нна Ива́новна Ромашо́ва (28 декабря 1925, Уральская область, РСФСР, СССР — 14 декабря 2007, Екатеринбург, Россия) — советская лыжница, выступавшая на всесоюзном уровне в 1940-х годах. На соревнованиях представляла спортивное общество «Авангард» и город Свердловск, чемпионка СССР по лыжным гонкам, многократная чемпионка РСФСР, участница Всемирных студенческих игр, мастер спорта СССР. Также известна как преподаватель физической культуры.
Окончила ленинградский Государственный институт физической культуры имени П. Ф. Лесгафта.

## Биография
Родилась 28 декабря 1925 года на территории нынешней Челябинской области. После окончания средней общеобразовательной школы работала в Свердловске на Уральском заводе тяжёлого машиностроения. Там начала серьёзно заниматься лыжным спортом, проходила подготовку в заводском коллективе физической культуры под руководством тренера Людмилы Петровны Горностаевой. Состояла в заводском добровольном спортивном обществе «Авангард».
Первого серьёзного успеха на взрослом всесоюзном уровне добилась ещё во время Великой Отечественной войны в сезоне 1945 года, когда вошла в основной состав сборной команды Свердловской области и выступила на домашнем чемпионате СССР в Свердловске. Завоевала здесь серебряные медали в программе эстафеты 3 × 5 км и в беге санитарных команд на 5 км, при этом её партнёршами были её собственный тренер Людмила Горностаева и титулованная свердловская лыжница Анастасия Шмелькова. По итогам сезона получила звание мастера спорта СССР по лыжным гонкам.
Впоследствии Ромашова ещё в течение нескольких лет оставалась действующей спортсменкой и продолжала принимать участие в крупнейших соревнованиях всесоюзного значения. Так, в 1947 году на чемпионате СССР в том же Свердловске в составе сборной команды РСФСР она вместе с Марией Початовой и Анастасией Плотниковой (Шмельковой) одержала победу в эстафете 3 × 5 км. На чемпионате страны 1949 года совместно с Евгенией Акишиной, Марией Початовой и Александрой Баусовой завоевала бронзовую медаль в эстафете 4 × 5 км. За свою долгую спортивную карьеру Анна Ромашова неоднократно становилась чемпионкой РСФСР в различных лыжных дисциплинах, выступала на Всемирных студенческих играх.
После завершения карьеры спортсменки работала преподавателем по физической культуре. Награждена медалью «Ветеран труда».
Скончалась 14 декабря 2007 года в Екатеринбурге. Похоронена на Окружном кладбище.